# Richard O'Brien

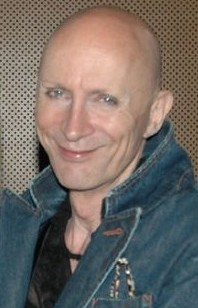

Richard O'Brien, geboren Richard Timothy Smith (Cheltenham, 25 maart 1942) is een Brits-Nieuw-Zeelands schrijver, acteur en presentator. Hij is de schrijver van de cultfilm The Rocky Horror Picture Show (1975) waarin hij eveneens een rol speelde als Riff Raff.
Hij emigreerde in 1952 met zijn familie naar Nieuw-Zeeland waar zijn vader een landbouwbedrijf had gekocht. Hij leerde er paardrijden, een vaardigheid die hij in Carry Cowboy goed kon gebruiken (O'Brien was hier stuntman) en ontwikkelde een belangstelling voor boeken en films. In 1964 keerde hij terug naar Engeland.
Bij de lancering van zijn acteercarrière veranderde hij zijn naam in O'Brien, de naam van zijn grootmoeder, aangezien er reeds een acteur met de naam Richard Smith bestond.
Hij speelde één aflevering in The Streets of San Francisco "Whose little boy are you?" aflevering vier.

## Filmografie
- Phineas en Ferb (2007-2015) - Dad
- Elvira's Haunted Hills (2001) - Lord Vladimere Hellsubus
- The Mumbo Jumbo (2000)
- Dungeons & Dragons (2000) - Xilus
- Ever After (1998) - Pierre Le Pieu
- Dark City (1998) - Mr. Hand
- Spice World (1997) - Damien
- The Crystal Maze (TV) (1990 - 1993) - Presenter
- Revolution (1985) - Lord Hampton
- Shock Treatment (1981) - Dr. Cosmo McKinley
- Flash Gordon (1980) - Fico
- Jubilee (1977) - John Dee
- The Rocky Horror Picture Show (1975) - Riff Raff
- Carry On Cowboy (1965) - Rider

- Bibsys: 8039655
- Bibliothèque nationale de France: cb140501450 (data)
- Gemeinsame Normdatei: 131985310
- International Standard Name Identifier: 0000 0000 6308 6834
- Library of Congress Control Number: no95037631
- MusicBrainz: ff693144-69be-4ec5-9150-cb3c5652e430
- Nationale Bibliotheek van Tsjechië: xx0175275
- Nationale Bibliotheek van Israël: 987007425165305171
- Nederlandse Thesaurus van Auteursnamen: 088846644
- SNAC: w6q257ps
- Système universitaire de documentation: 069402302
- Museum of New Zealand Te Papa Tongarewa: 69772
- Trove: 929669
- Virtual International Authority File: 10050776